# Inflator

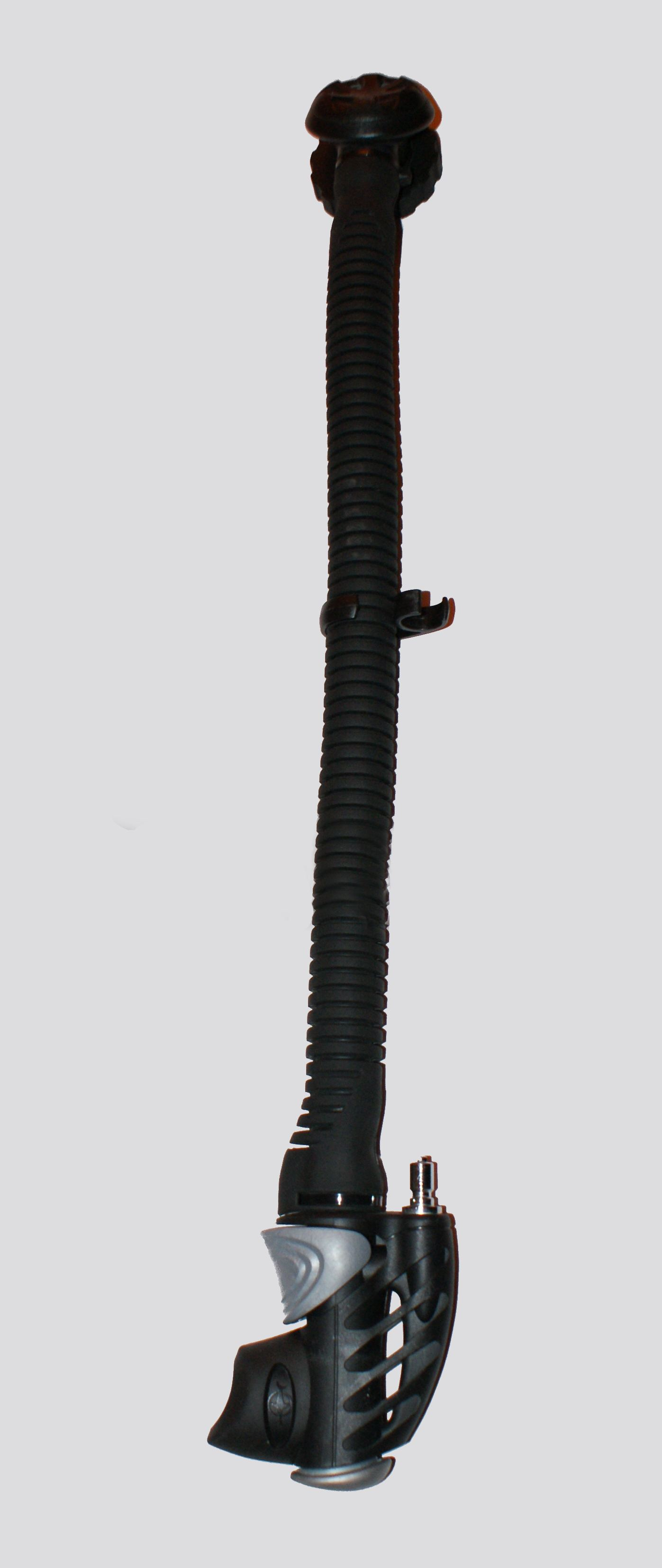
Ein Inflator wie er von Sporttauchern verwendet wird.

Inflator kann mit Luftpumpe (z. B. beim Fahrrad) übersetzt werden. Im deutschen Sprachraum wird ausschließlich die englische Bezeichnung verwendet. Es ist der Teil einer Tauchausrüstung beim Gerätetauchen, durch den die Tarierweste mit Druckluft aus der Druckluftflasche aufgeblasen werden kann. Im Notfall ist es auch möglich, die Tarierweste – über das Mundstück am Inflator – mit ausgeatmeter Luft zu befüllen. Durch den Inflator wird die Luft in der Regel auch wieder aus der Tarierweste abgelassen. Der Inflator ist eine Kombination eines Mitteldruckschlauchs, zweier Ventile, eines Mundstücks und eines Faltenschlauches, die die Verbindung zwischen der ersten Stufe des Atemreglers und der Tarierweste herstellen.